# Louie
Louie – amerykański serial telewizyjny; komediodramat nadawany przez stację FX od 29 czerwca 2010 roku. W Polsce nadawany był na kanale Fox Polska od 1 czerwca 2011 roku. Od 19 lutego 2015 roku serial jest emitowany na kanale Fox Comedy. Serial napisany i wyreżyserowany przez komika Louisa C.K.
"Louie" został doceniony przez krytyków, w 2010 roku był w 10 najlepszych emitowanych seriali. Został pięciokrotnie nominowany do nagrody Emmy.

## Opis fabuły
Serial jest luźno oparty na życiu Louisa C.K. pokazując go na scenie jako komika i poza nią jako ojca dwóch córek, który jest świeżo po rozwodzie.
Każdy odcinek posiada dwie historie, które mogą się ze sobą łączyć tematycznie, lub jedną dłuższą.

## Obsada i bohaterowie
Serial w zasadzie nie ma regularnej obsady, jedynie Louie C.K. jako tytułowa postać pojawia się w każdym odcinku. Częściej niż w kilku epizodach pojawiają się także Hadley Delany i Ursula Parker jako jego córki Lilly i Jane, Pamela Adlon jako Pamela, Nick DiPaolo jako Nick czy Todd Barry jako Todd.
Bardzo często pojawiają się także gościnne występy; satyryków m.in. Todd Barry, Amir Blumenfeld, Eddie Brill, Hannibal Buress, Rick Crom, Nick DiPaolo, Godfrey, Todd Glass, Marc Maron, Jim Norton, Allan Havey, Maria Bamford i Steven Wright, oraz aktorów: F. Murray Abraham, Bobby Cannavale, Ricky Gervais, Tom Noonan, Chelsea Peretti, Melissa Leo, Stephen Root, Doug Stanhope, Bobby Kelly, J.B. Smoove, Artie Lange oraz Yul Vazquez.
Pojawiają się także aktorzy grający samych siebie, a są to: Matthew Broderick, Dane Cook, Joan Rivers, Chris Rock, Bob Saget, Sarah Silverman i Robin Williams.

## Odcinki
| Sezon | Sezon | Odcinki | Oryginalna emisja | Oryginalna emisja | Oryginalna emisja   | Oryginalna emisja   | Oryginalna emisja |
| Sezon | Sezon | Odcinki | Premiera sezonu   | Finał sezonu      | Premiera sezonu     | Finał sezonu        |                   |
| ----- | ----- | ------- | ----------------- | ----------------- | ------------------- | ------------------- | ----------------- |
|       | 1     | 13      | 29 czerwca 2010   | 7 września 2010   | 1 czerwca 2011      | 13 lipca 2011       |                   |
|       | 2     | 13      | 23 czerwca 2011   | 8 września 2011   | 8 sierpnia 2012     | 19 września 2012    |                   |
|       | 3     | 13      | 28 czerwca 2012   | 27 września 2012  | 1 sierpnia 2013     | 12 września 2013    |                   |
|       | 4     | 14      | 5 maja 2014       | 16 czerwca 2014   | 6 sierpnia 2014     | 10 września 2014    |                   |
|       | 5     | 8       | 9 kwietnia 2015   | 28 maja 2015      | 3 października 2015 | 8 października 2015 |                   |